# ずい道等の覆工作業主任者
ずい道等の覆工作業主任者（ずいどうとうのふっこうさぎょうしゅにんしゃ）は、労働安全衛生法に定められた作業主任者(国家資格)のひとつであり、ずい道等の掘削等作業主任者技能講習修了を修了した者の中から事業者により選任される。
また、主任者となるための技能講習を修了した者すなわち資格取得者のこと、あるいは資格そのものを指すこともある。

## 概要
- ずい道等（ずい道及びたて坑以外の坑）の覆工の作業において重要な資格。

## 受講資格
- ずい道等の覆工作業に3年以上従事した者。
- 大学、高等専門学校、高校の土木・建築・農業土木に関する学科を卒業後、2年以上の実務経験者
- 職能訓練終了後、実務経験が2年以上の者
- その他厚生労働大臣が定める者

## 技能講習
- 各地の建設業労働災害防止協会により行われる。

### 講習科目
1. ずい道等の覆工に関する知識
2. 工事用設備、機械、器具、作業環境等に関する知識
3. 作業者に対する教育等に関する知識
4. 関係法令
5. 修了試験